# Thermosifonkoeling

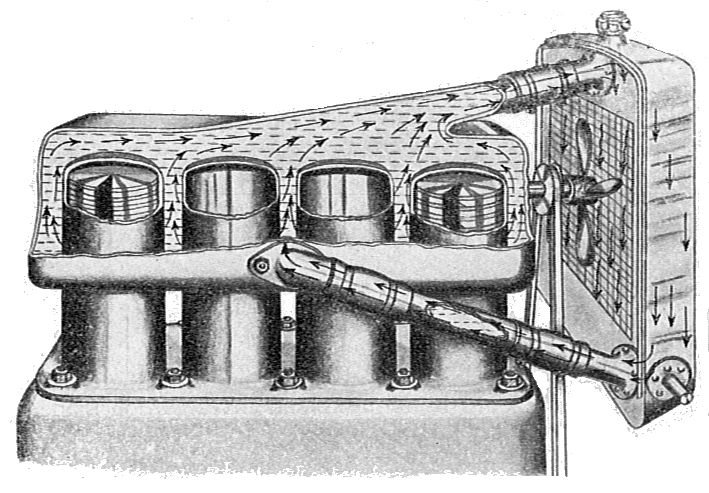
Tekening uit 1937 die het thermosifonprincipe illustreert bij het koelen van een motor

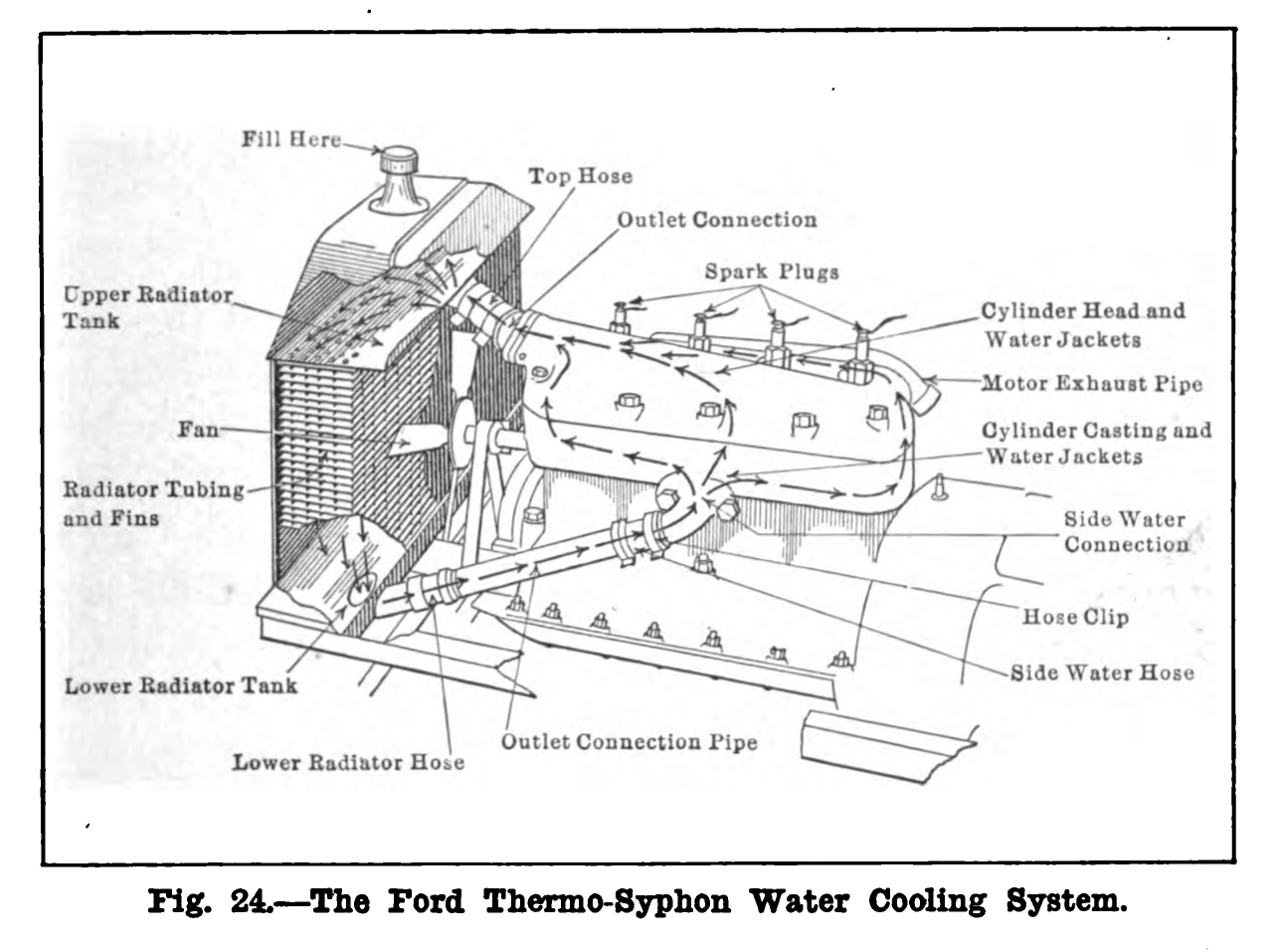
Koelsysteem van een Ford Model T; de pijlen geven de beoogde stroming van het koelwater aan.
Uit The Model T Ford Car, Its Construction, Operation and Repair door Victor Wilfred Pagé.

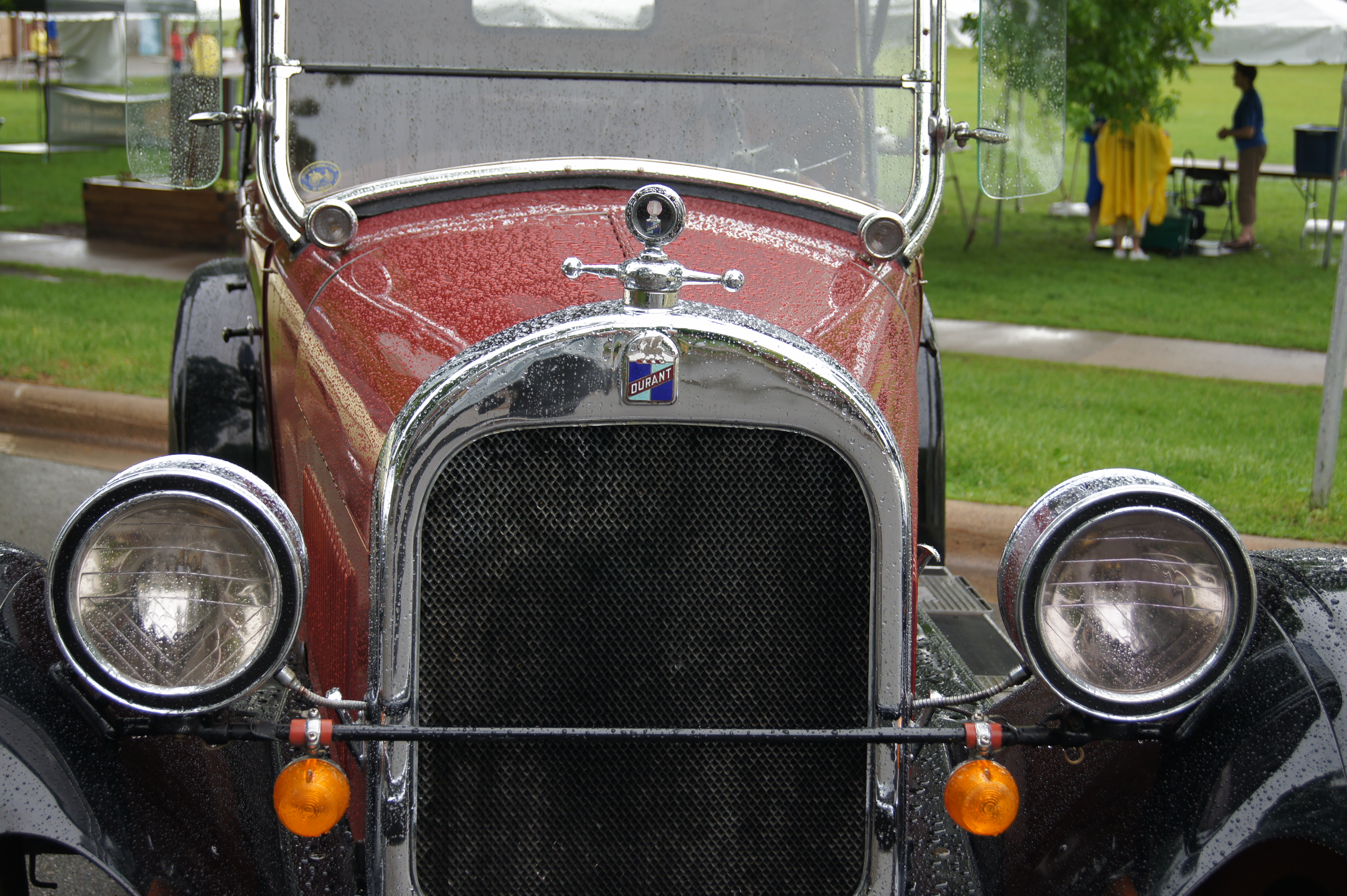
Een Durant A-22 uit 1923, met de destijds gebruikelijke hoge neus

Thermosifonkoeling is een principe dat bij oudere motoren met inwendige verbranding gebruikt werd voor de circulatie van koelwater. Omdat het gebruik maakt van convectie is er geen waterpomp nodig. De keerzijde is dat het water niet snel stroomt, zodat de koelcapaciteit beperkt is, zodat thermosifonsystemen na de Tweede Wereldoorlog nauwelijks meer toegepast worden in auto's.

## Werking
Een thermosifon is een constructie die vloeistoffen of gassen laat stromen door temperatuurverschillen.
Thermosifonkoeling bij motoren berust op het feit dat vloeistoffen gewoonlijk uitzetten bij verhitting. Warme vloeistoffen hebben dus een lagere dichtheid, ze zijn lichter en stijgen naar de bovenkant van het systeem, zoals vastgelegd is in de Wet van Pascal.
Systemen die wel een waterpomp hebben, profiteren overigens ook van de thermosifonwerking en zijn dus in wezen gemengde systemen; dit is bij motoren het geval, maar ook de circulatie in centrale verwarmingssystemen berust deels op convectie. Het principe kan ook gebruikt worden om warm water te laten circuleren in een zonnecollector.

## Toepassing

### Automotoren
Passieve waterkoeling werd in een primitieve vorm al in de 19e eeuw toegepast bij stationaire motoren, men goot bijvoorbeeld water in een speciale holte bovenop de cilinderkop; bij viertaktmotoren is dit vrijwel altijd het heetste deel. Bij auto's werd waterkoeling voor het eerst toegepast rond 1910 en dit waren al thermosifonsystemen.
Volledig passief waren de koelsystemen van auto's niet, want een ventilator was gebruikelijk om lucht door de radiateur te zuigen, zodat de motor ook bij lage rijsnelheden voldoende gekoeld werd. Water, al dan niet met antivries, was gewoonlijk het koelmiddel. Het koelwater dat door de motor verhit was steeg op door een grote buis of slang tot in het bovenste deel van de radiateur. Daar koelde het af, zodat het naar de bodem van de radiateur zakte en via een retourleiding teruggevoerd werd naar de motor.
Een echte temperatuurregeling was er niet; zo werd de ventilator niet thermostatisch geregeld maar door de krukas aangedreven, zodat hij het water ook koelde als dat niet gewenst was. Het waren systemen die met een kleine overdruk konden werken, maar als het koelwater te heet werd moest er stoom afgeblazen worden.
Een ander probleem was dat de meeste hitte ontstond in het bovenste deel van de motor. Bij een thermosifonsysteem moet de bovenkant van radiator hoger geplaatst worden dan de cilinderkop, anders verzamelt het heetste water zich rond die kop. Het overdrukventiel stond daar nog eens bovenop. Weliswaar kan de motor gekanteld of plat gelegd worden, maar dit heeft weer andere nadelen. De auto's hadden dus hoge neuzen, wat nadelig was voor de aerodynamica, het zicht op de weg en de botsveiligheid.
Ondanks die bezwaren werden waterpompen pas vanaf 1940 gangbaar. Dergelijke pompen kosten motorvermogen voor de aandrijving en ze kunnen uiteraard kapot. Een thermosifonsysteem is goedkoper en betrouwbaarder.
Naoorlogse vloeistofgekoelde motoren voor auto's en motorfietsen geven zoveel warmte af dat thermosifonkoeling meestal niet volstaat, zodat een circulatiepomp ingezet wordt. Daarmee is een veel snellere warmte-uitwisseling mogelijk. Ook in andere opzichten zijn de koelsystemen complex geworden, met nauwkeurig gedimensioneerde koelkanalen, speciale koelvloeistoffen, efficiënte radiateurs en computergestuurde ventilatoren.

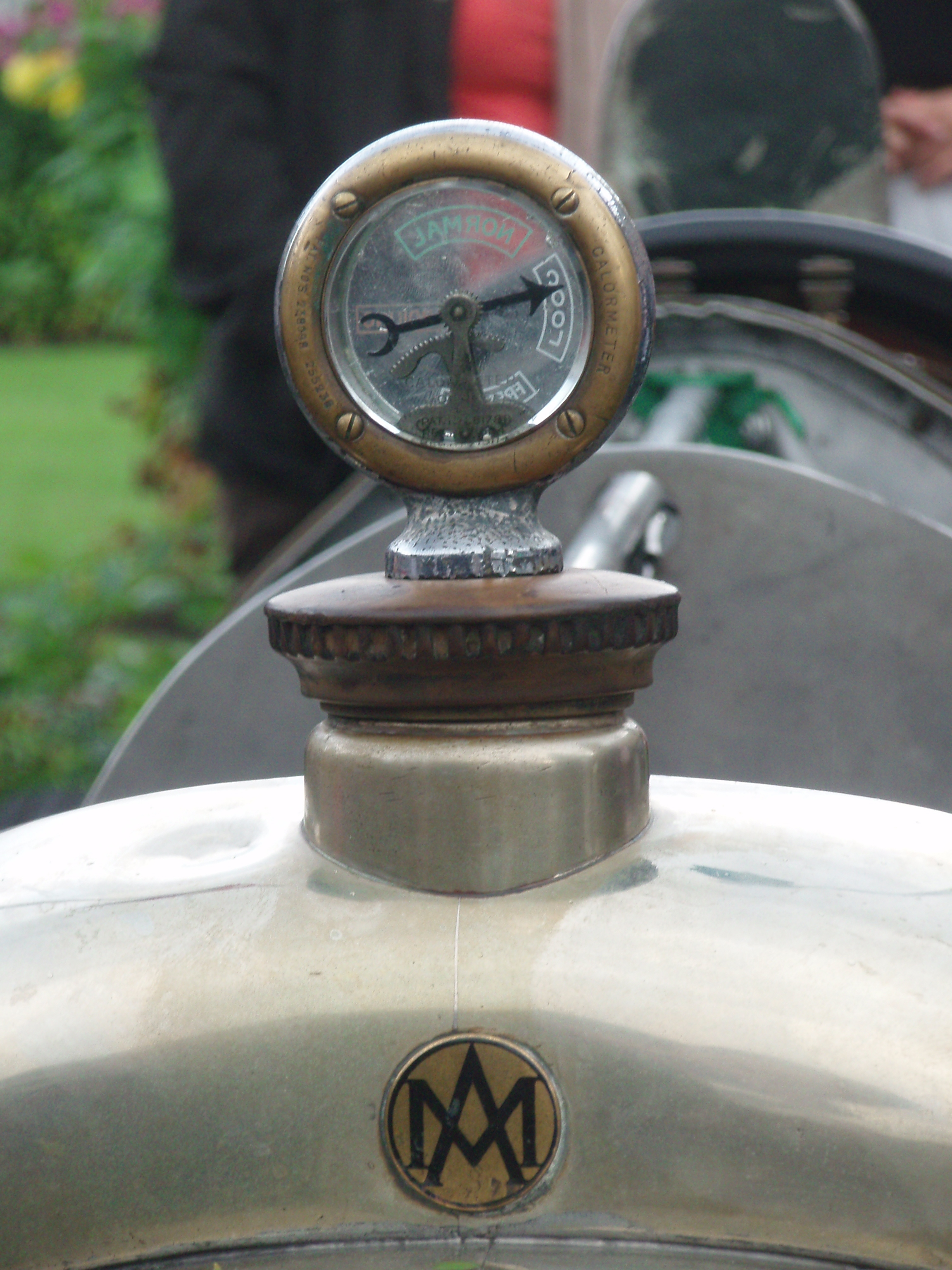
Thermometer op de radiateurdop van een Aston Martin Razor Blade

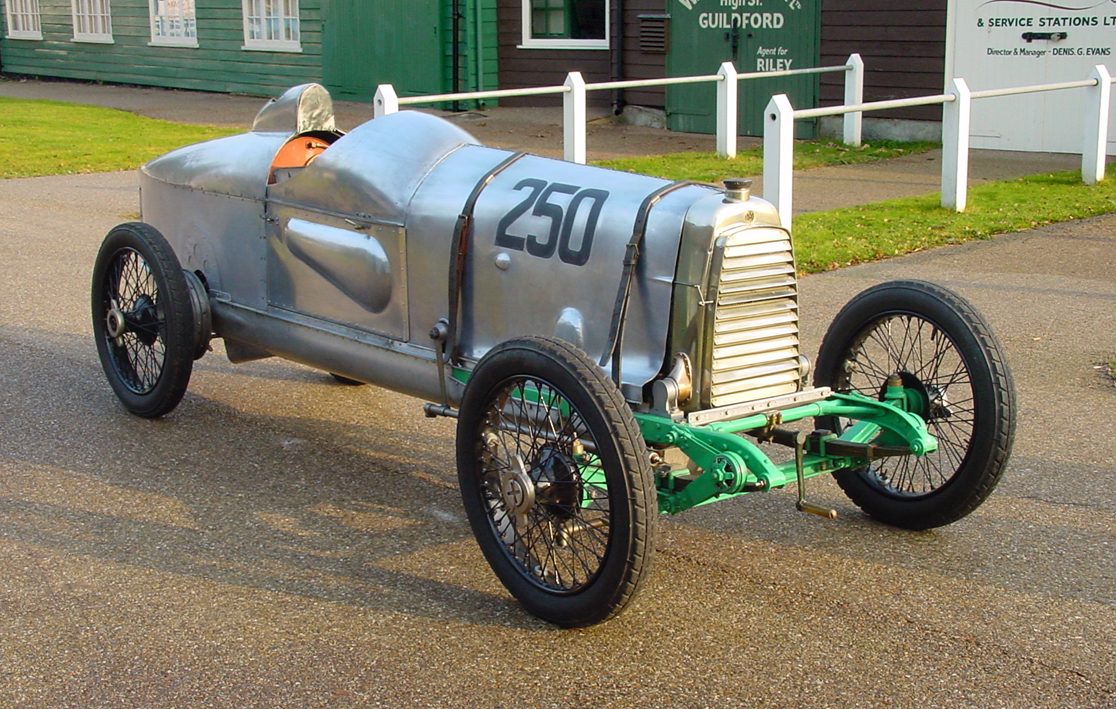
De Aston Martin Razor Blade uit 1923. De lamellen op de radiateur kunnen open en dicht om de koeling te regelen.

1. ↑  Thermosiphon-Kühlung. www.kfz-tech.de. Geraadpleegd op 14 november 2022.